# Montreuil - Hôpital (métro de Paris)
Montreuil - Hôpital est une station de la ligne 11 du métro de Paris, située à cheval sur les communes de Montreuil et Noisy-le-Sec. Il s'agit de la 311e station du métro de Paris.

## Situation
La station s'insère sous le boulevard de la Boissière et sous les terrains de l'hôpital intercommunal André Grégoire, à cheval sur les communes de Noisy-le-Sec et Montreuil, entre l'entrée principale de l'hôpital et la rue des Saules Clouet. Elle est orientée selon un axe est-ouest et s'intercale entre les stations Romainville - Carnot et La Dhuys.

## Histoire
Au début des années 2010, des élus franciliens évoquèrent la possibilité de créer une station de correspondance en en faisant le terminus de la ligne 9. En effet, lors du vote du Schéma directeur de la région Île-de-France (SDRIF) en octobre 2013, un amendement qui inscrit une option de prolongement de cette ligne en remplacement de l'éventuel tronçon vers Montreuil - Murs à Pêches initialement prévu a été adopté dans ce sens. L'objectif est de relier le bas et le haut Montreuil et de favoriser les interconnexions. Depuis, ce projet n'est plus discuté.
Cette station est réalisée en tranchée couverte, en deux parties (nord / sud). La partie nord comporte la construction d'un poste de redressement.
La station est mise en service le 13 juin 2024 et dessert les communes de Montreuil et de Noisy-le-Sec.

## Services des voyageurs

### Accès
La station dispose de deux accès, tous deux situés du côté sud du boulevard de la Boissière, c'est-à-dire à Montreuil :
- l'accès no 1 « rue des Saules Clouet » possède deux parties. L'une prend la forme d'un kiosque, petit bâtiment léger, qui concentre l'ensemble des circulations verticales menant à la salle des billets via deux ascenseurs tandis que l'autre possède un unique escalier fixe bordé de deux escaliers mécaniques ;
- l'accès no 2 « boulevard de la Boissière » comporte deux trémies symétriques, pour un escalier fixe et un escalier mécanique[5].

Accès à la station
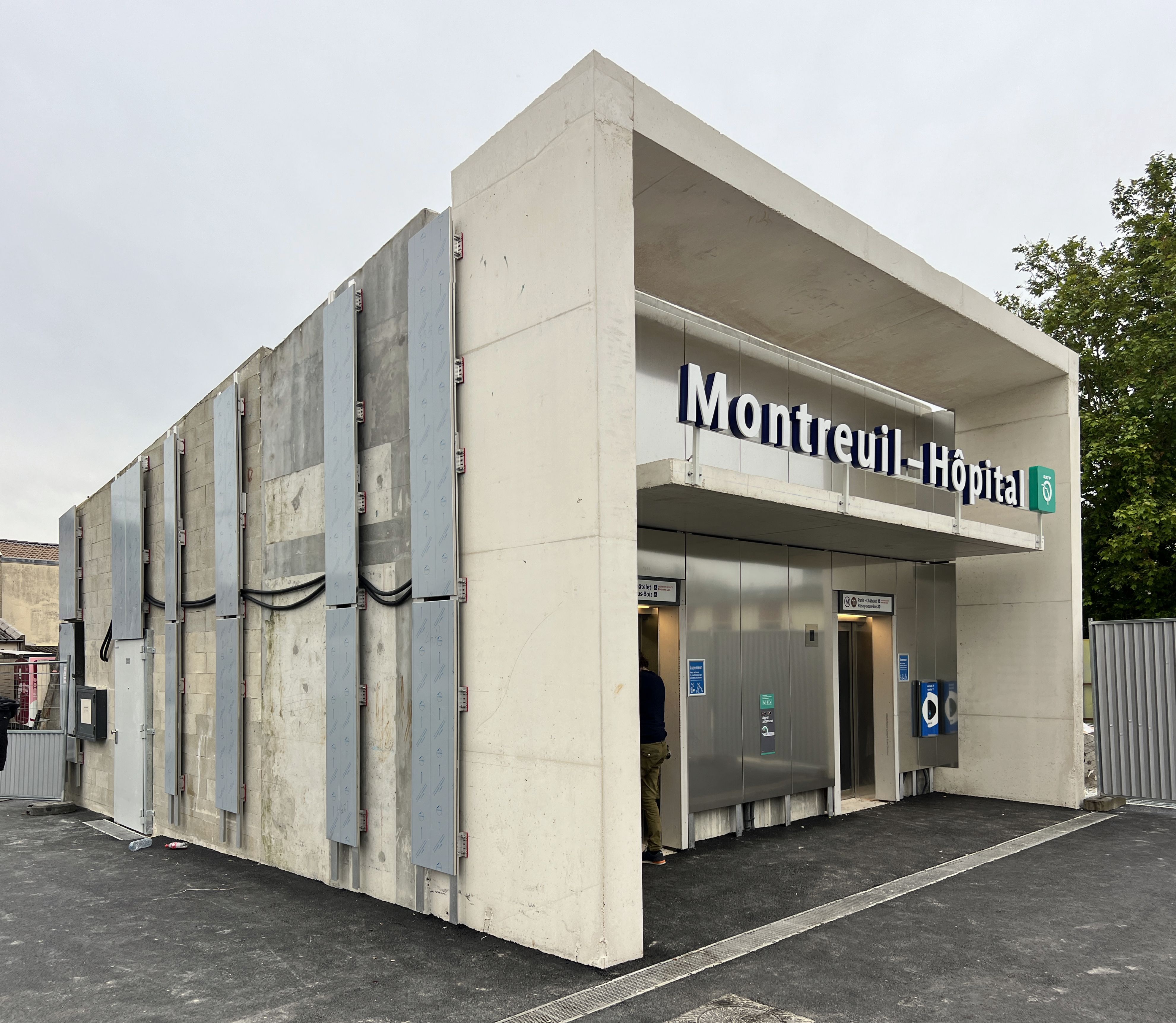
L'accès no 1 « Rue des Saules Clouet » avec les ascenseurs.
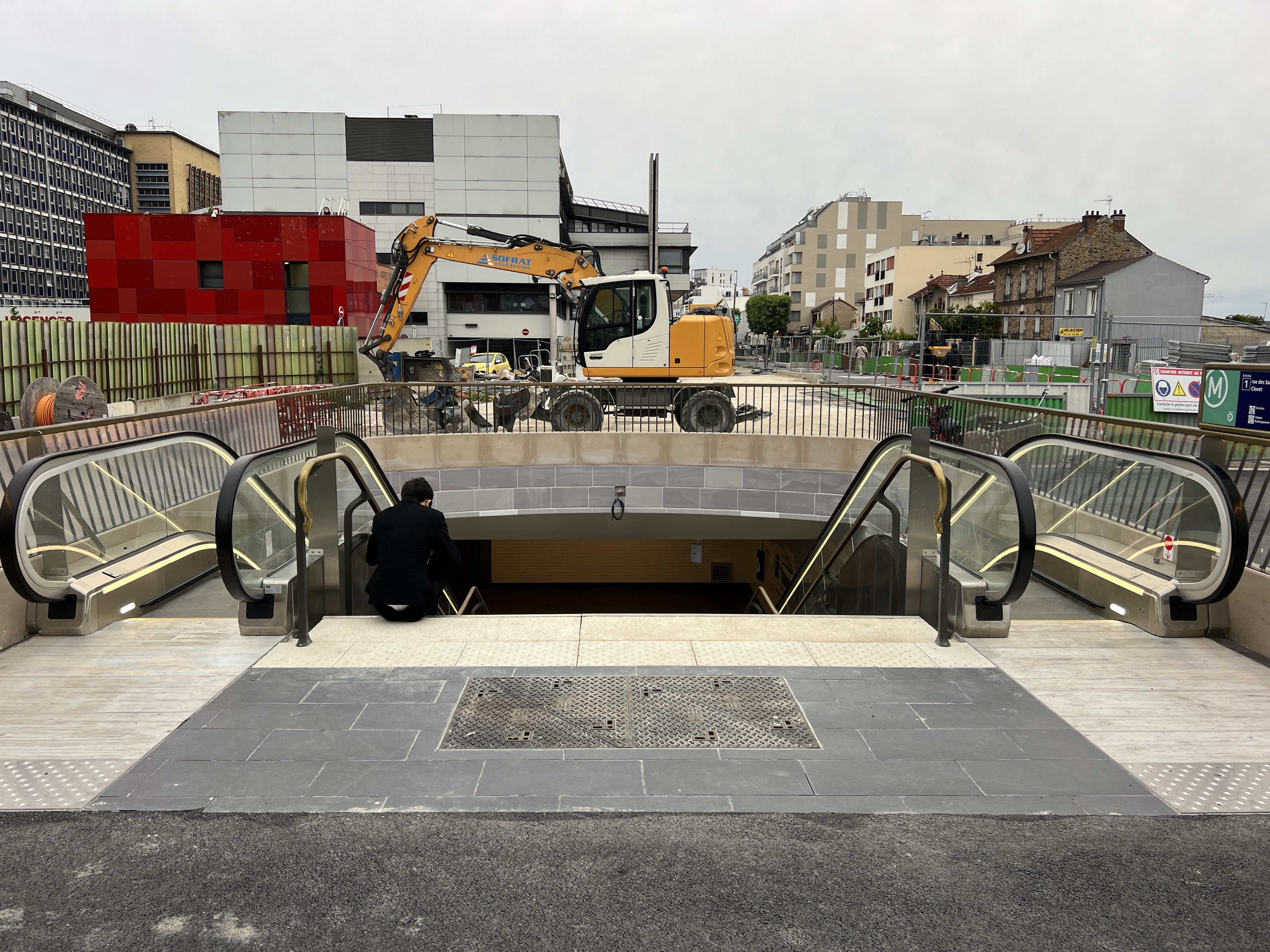
L'accès no 1 « Rue des Saules Clouet » avec les escaliers.
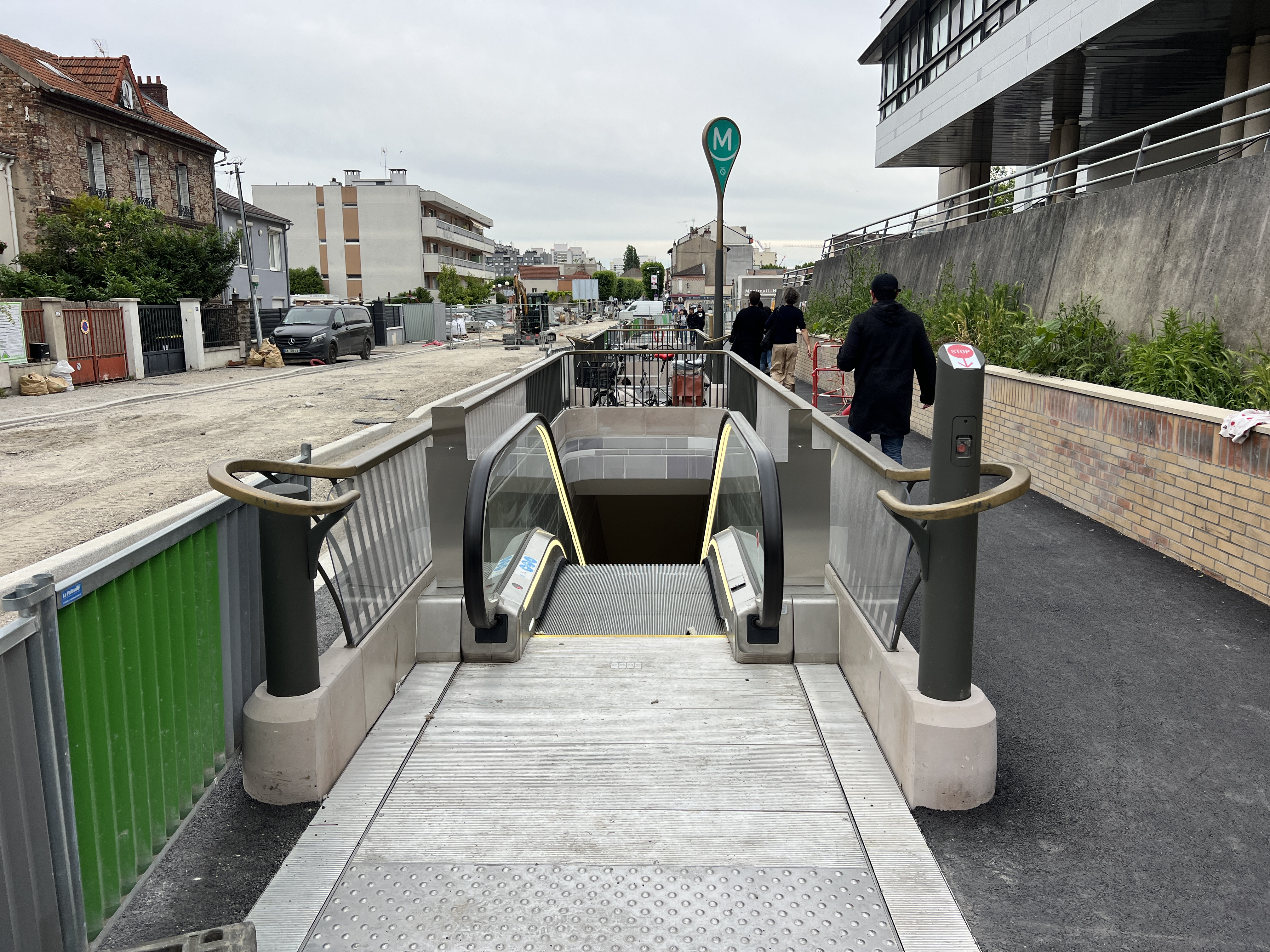
Escalier mécanique de l'accès no 2 « Boulevard de la Boissière ».
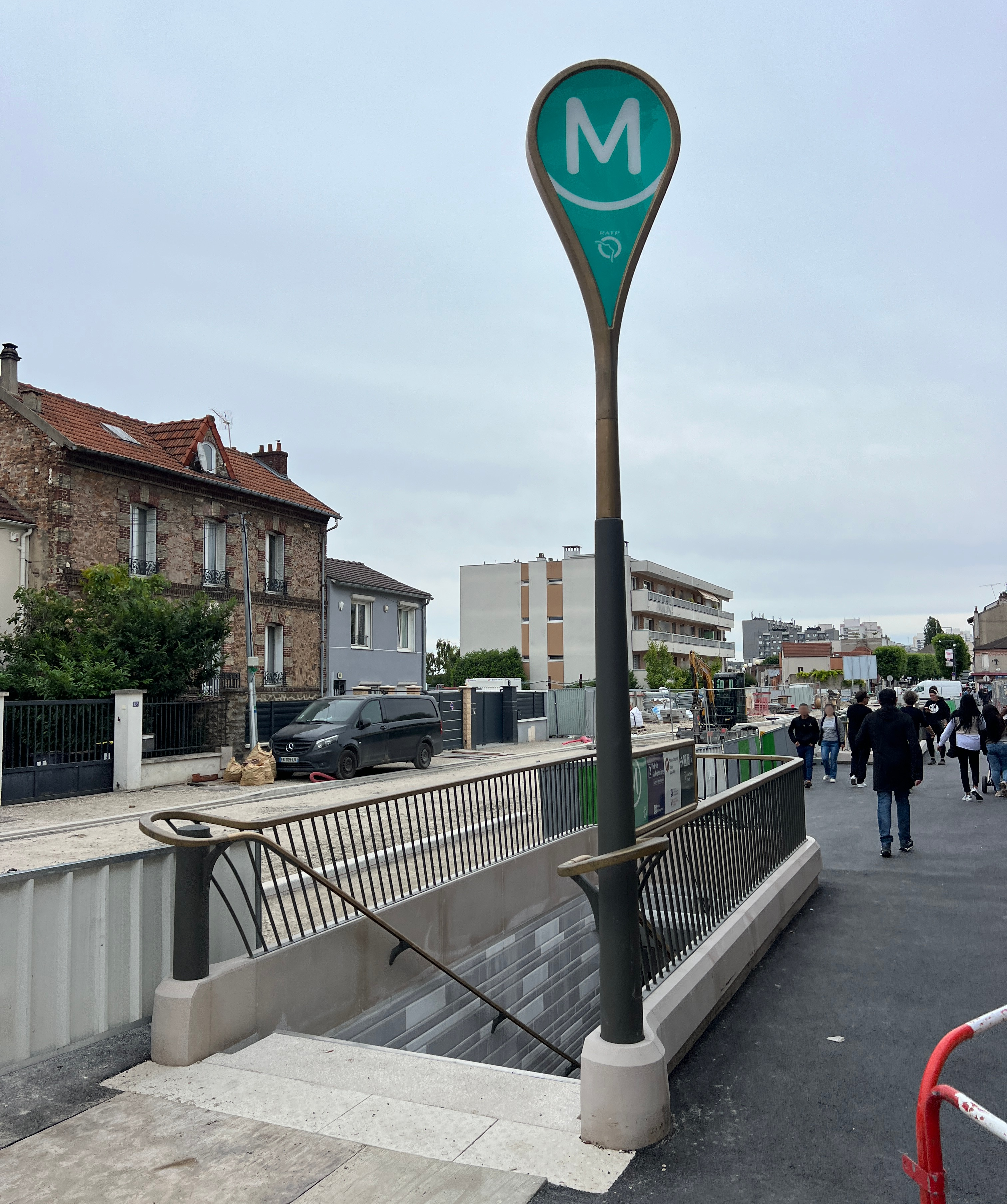
Escalier fixe de l'accès no 2 « Boulevard de la Boissière ».

.

### Quais
Montreuil - Hôpital est une station de configuration standard : elle possède deux quais séparés par les voies du métro. Les quais se trouvent à une profondeur de 20 mètres environ.

### Intermodalité
La station est desservie par les lignes 76, 129 et 301 du réseau de bus RATP et la ligne 1 du réseau de bus Titus.

## À proximité
La station dessert le centre hospitalier intercommunal André-Grégoire.

## Projets
La possibilité d'y prolonger la ligne 3 ainsi que la ligne 9 a également été évoquée  dans le SDRIF-E 2040.